# Ханибалијан (син Далмација)
Флавије Ханибалијан (лат: Flavius Hannibalianus, убијен септембра 337.), познатији само као Ханибалијан, је био синовац римског цара Константина Великог и муж његове ћерке Константине. Иако је имао важну улогу у Константиновим плановима, убијен је 337. после стричеве смрти у Константинопољу у побуни војника.
Ханибалијан је био син Константиновог полубрата Флавија Далмација. Име је добио по Далмацијевом брату Ханибалијану који је умро као дечак. Након што је преузео престо 306. године, Константин је своју полубраћу и полусестре, потомке Констанција Хлора и Теодоре, ћерке цара Максимијана, ставио под надзор. Далмацијева породица је послата у град Толосу у Галији (данас Тулуз) где су се вероватно родили и Ханибалијан и његов брат Далмације Млађи. Познато је да је образовање дечака поверено извесном ретору Ексуперију.
Константин је 324. године ујединио читаво Римско царство под својом влашћу, али је 326. из непознатих разлога погубио свог сина цезара Криспа. Пошто је најстарији од преостале тројице Константинових синова, Константин II, имао једва девет година у то време. Цар је довео своју полубраћу и њихове породице у Цариград и поверио им по први пут важне улоге у управљању царством. Константин је 335. године прогласио Далмација за цезара, а Ханибалијана за краља над краљевима понтских племена (Rex Regem et Ponticarum Gentium). Уз то, Ханибалијан је ожењен Константином, ћерком Константина и Фаусте, својом сестром од стрица. У то време, Константин Велики је припремао поход на Персију и могуће је да је Ханибалијана желео да доведе на Сасанидски престо или да га произведе у краља источних крајева које би отео од Персијанаца.
Цар Константин је умро 22. маја 337. године, а већ у септембру исте године у Цариграду је избила побуна војника који су захтевали да престо припадне искључиво Константиновим синовима. По свој прилици побуну је организовао Констанције II који је у то време био у престоници. Војници су побили све Константинове мушке сроднике укључујући и Ханибалијана, његовог оца и брата.